# Dipòsit a termini
El dipòsit a termini o imposició a termini fix (IPF) (en anglès: Time deposit) és una operació financera per la qual una entitat financera, a canvi del manteniment de certs recursos monetaris immobilitzats un període determinat, reporta una rendibilitat financera fixa o variable, en forma de diners o en espècie. En terme, la persona pot retirar tots els diners o part d'aquest. Si les condicions pactades ho permeten, podria també renovar la imposició per un període suplementari: en aquest últim cas, si no es pren una decisió el mateix dia del venciment, no es perden els interessos generats fins al moment, però sí que es perden dies durant els quals es podrien estar generant nous interessos. Sempre que es contracta un dipòsit cal tenir en compte la possible necessitat de liquiditat del capital invertit, ja que algunes entitats cobren una quantitat o percentatge per la cancel·lació anticipada del dipòsit, mentre que en altres casos no existeix tal comissió de cancel·lació anticipada.